# Poecilolepis
Poecilolepis là một chi thực vật có hoa trong họ Cúc (Asteraceae).

## Loài
Chi Poecilolepis gồm các loài: